# The Raconteurs
The Raconteurs (también conocidos como The Saboteurs en Australia) es un grupo estadounidense de rock alternativo. Está compuesto por Jack White, de The White Stripes, Brendan Benson (ambos de Detroit, Míchigan), Patrick Keeler y Jack Lawrence. Los dos últimos también son miembros del grupo The Greenhornes.

## Historia
Debutaron con un 7" con dos canciones en 2006, sirviendo como anticipo a su primer álbum.
En mayo del año 2006, Broken Boy Soldiers, su primer álbum completo, fue publicado, teniendo como sencillo a "Steady, As She Goes". Además de este, de su álbum de debut se extrajeron sencillos como "Hands", "Broken Boy Soldiers" y "Level". Dicho álbum fue grabado en el estudio casero de Brendan Benson, ubicado en Detroit.
El 25 de marzo de 2008 la banda publicó su segundo disco titulado Consolers of the Lonely. El primer sencillo correspondió a la segunda pista de dicho álbum titulada "Salute Your Solution". El álbum fue anunciado por la banda solo una semana antes de su lanzamiento; la estrategia de la banda fue que los críticos no tuvieran tiempo suficiente para revisar el disco, dejando necesariamente esta tarea a sus seguidores, quienes además tuvieron la breve oportunidad de comprar el álbum antes de su lanzamiento oficial, cuando accidentalmente el disco fue publicado tres días antes en iTunes store.
Durante una entrevista en 2010, Brendan Benson comentó que The Raconteurs tal vez sacarían un nuevo álbum o quizás no. Durante el año 2011 han estado en diversos conciertos. Aún se está a la espera de lo que pueda ocurrir en el futuro.
En diciembre de 2018 lanzaron un doble sencillo formado por los temas Now That You're Gone y Sunday Driver.

#### 2018-presente:Help Us Stranger
El 8 de octubre de 2018, Third Man Records anunció una reedición de lujo de Consolers of the Lonely a través del servicio de suscripción trimestral Vault del sello que incluiría dos canciones recién grabadas, "Sunday Driver" y "Now That You're Gone". en un vinilo de 7 pulgadas acompañado. Ambas canciones estuvieron disponibles digitalmente el 19 de diciembre y posteriormente se incluyeron en el álbum de 2019 Help Us Stranger. El álbum fue lanzado el 21 de junio de 2019.
Help Us Stranger se grabó en Third Man Studio en Nashville. White y Benson escribieron todas las canciones excepto una versión de "Hey Gyp (Dig the Slowness)", de Donovan. El álbum fue producido por The Raconteurs y diseñado por Joshua V. Smith. Los colaboradores musicales incluyeron a Dean Fertita de The Dead Weather y Queens of the Stone Age y Lillie Mae y Scarlett Rische de Jypsi. El álbum fue mezclado por Vance Powell y The Raconteurs en Blackbird Studios en Nashville. 
La banda anunció planes para un álbum en vivo titulado Live in Tulsa, que fue grabado en vivo en Cain's Ballroom en Tulsa, Oklahoma desde el 13 de octubre de 2019 hasta el 16 de octubre de 2019.
En mayo de 2020, la banda lanzó su EP y documental Live at Electric Lady a través de Spotify. El documental presenta una portada de estudio del clásico de Richard Hell & the Voidoids "Blank Generation", así como el concierto completo en el estudio A.

## Miembros
- Jack White (The White Stripes y The Dead Weather) – Voz, Guitarra y Piano
- Brendan Benson – Voz, Guitarra
- Jack Lawrence (The Greenhornes y The Dead Weather) – Bajo, coros
- Patrick Keeler (The Greenhornes) – Batería

### Miembros en vivo
- Dean Fertita (Queens of the Stone Age y The Dead Weather) – Teclado

## Discografía

### Álbumes
| Año  | Álbum                   | U.S. Hot 200 | UK Album Chart |
| ---- | ----------------------- | ------------ | -------------- |
| 2006 | Broken Boy Soldiers     | 7            | 2              |
| 2008 | Consolers of the Lonely | 7            | 8              |
| 2019 | Help Us Stranger        |              |                |

### Sencillos
| Año  | Canción                | U.S. Hot 100 | U.S. Modern Rock | U.S. Mnstrm Rock | UK Singles Chart | Álbum                   |
| ---- | ---------------------- | ------------ | ---------------- | ---------------- | ---------------- | ----------------------- |
| 2006 | "Steady, As She Goes"  | 54           | 1                | 30               | 4                | Broken Boy Soldiers     |
| 2006 | "Hands"                | —            | —                | —                | 29               | Broken Boy Soldiers     |
| 2006 | "Broken Boy Soldier"   | —            | —                | —                | 22               | Broken Boy Soldiers     |
| 2007 | "Level"                | —            | 7                | —                | —                | Broken Boy Soldiers     |
| 2008 | "Salute Your Solution" | —            | 4                | 28               | —                | Consolers of the Lonely |